# Grand Tournalin
Grand Tournalin – szczyt w Alpach Pennińskich, w masywie Breithorn - Lyskamm. Leży w północnych Włoszech w regionie Dolina Aosty, blisko granicy ze Szwajcarią. Szczyt można zdobyć ze schroniska Rifugio Grand Tournalin (2535 m).
Pierwszego odnotowanego wejścia dokonali J. A. Carrel i E. Whymper  7 sierpnia 1873 r.